# Leszek Korzekwa
Leszek Korzekwa (ur. 17 kwietnia 1953 w Świętochłowicach) – polski rzeźbiarz amator.

## Życiorys
Z zawodu chemik technolog. Tworzy w drewnie, dawniej także w glinie. W 1984 r. rozpoczął współpracę ze Spółdzielnią Zrzeszenia Wydawców Rękodzieła Ludowego i Artystycznego CEPELIA w Czechowicach-Dziedzicach.

## Wystawy i konkursy
- Wystawy śląskiej plastyki nieprofesjonalnej, zorganizowanych przez Muzeum Górnośląskie w Bytomiu w Ośrodku Informacji i Kultury Polskiej w Berlinie (1986) oraz w Muzeum w Opawie (1988).
- „Rzeźbiarze nieprofesjonalni” Racibórz 1987/1988
- „Świętochłowiccy plastycy amatorzy” Świętochłowice, 1994
- „Sztuka ludowa w województwie śląskim” Bielsko-Biała, Regionalny Ośrodek Kultury w Bielsku-Białej, 2001
- „Patroni Europy w sztuce”, Regionalny Ośrodek Kultury w Bielsku-Białej, 2002/2003
- Wystawa pokonkursowa Galerii Bielskiej BWA, w Górnośląskim Parku Etnograficznym w Chorzowie,
- Wystawa pokonkursowa Galerii Bielskiej BWA, ww Zespole Zamkowo-Parkowym w Żywcu
- Wystawy pokonkursowe w Dolnym Kubinie na Słowacji i w Czeskim Cieszynie oraz w Ustroniu, Żywcu, w Muzeum Sztuki Ludowej w Otrębusach, w Galerii „Na Pograniczu” w Mysłowicach
- Wystawa indywidualna w Górnośląskim Parku Etnograficznym w Chorzowie, 2003

## Sukcesy
- Wyróżnienia i nagrody na Krajowych Przeglądach Rzeźby Ludowej CEPELIA w Warszawie (1984 i 1986)
- Wyróżnienia i nagrody w konkursie eksportowym na Międzynarodowych Targach Poznańskich (1988).
- II nagroda w konkursie na rzeźbę pt. „Święci i Patronowie”, który zorganizowała Fundacja „CEPELIA” Polska Sztuka i Rękodzieło, Krajowa Komisja Artystyczna i Etnograficzna w Katowicach i Górnośląski Park Etnograficzny w Chorzowie.
- II nagroda w III Ogólnopolskim Konkursie Sztuki Ludowej w Częstochowie (2006).

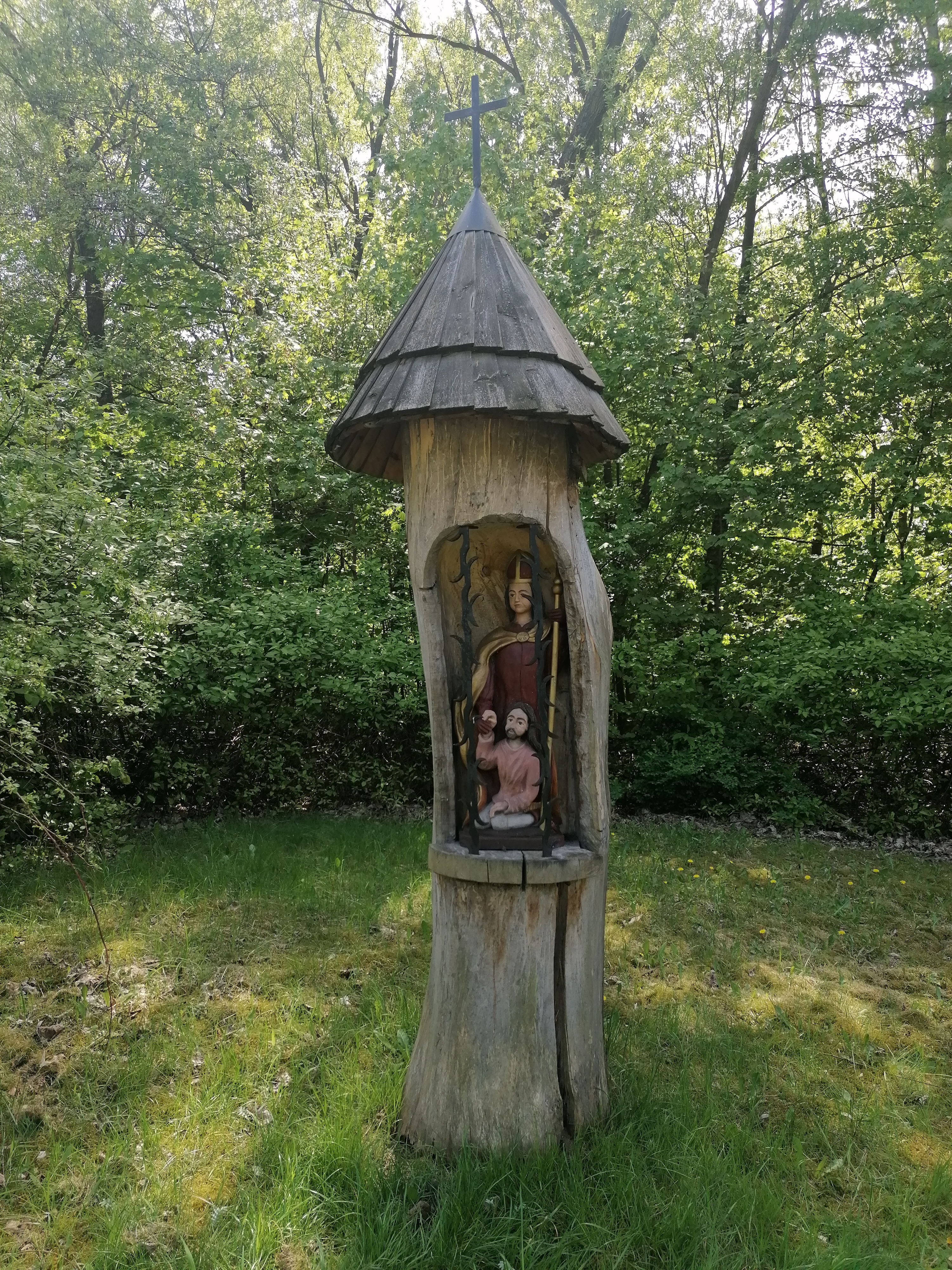
Kaplica z Bujakowa (kopia), Górnośląski Park Etnograficzny w Chorzowie.